# Stanislaw Igorewitsch Jegorschew
Stanislaw Igorewitsch Jegorschew (russisch Станислав Игоревич Егоршев; * 21. September 1987 in Tscherepowez, Russische SFSR) ist ein russischer Eishockeyspieler, der zuletzt bei Awtomobilist Jekaterinburg aus der Kontinentalen Hockey-Liga unter Vertrag stand.

## Karriere
Stanislaw Jegorschew begann seine Karriere als Eishockeyspieler in seiner Heimatstadt in der Nachwuchsabteilung von Sewerstal Tscherepowez, für dessen zweite Mannschaft er von 2003 bis 2005 in der drittklassigen Perwaja Liga aktiv war. Anschließend gab der Verteidiger sein Debüt im professionellen Eishockey, als er die Saison 2005/06 in der Wysschaja Liga, der zweiten russischen Spielklasse, verbrachte. Dabei bereitete er in 48 Spielen zwei Tore vor.
Im Sommer 2006 kehrte Jegorschew zu Sewerstal Tscherepowez zurück, bei dem er Stammspieler war und für das er zunächst zwei Jahre lang in der Superliga auf dem Eis stand und ab der Saison 2008/09 in der neu gegründeten Kontinentalen Hockey-Liga spielte.
Im Juni 2013 wurde Jegorschew gegen Stanislaw Kalaschnikow vom HK Awangard Omsk eingetauscht, ehe er im November 2013 zusammen mit Alexander Frolow im Tausch gegen Sergei Schirokow und Maxim Gontscharow an den HK ZSKA Moskau abgegeben wurde. Für den ZSKA war er bis zum Ende der Saison 2014/15 aktiv, ehe er am 1. Mai 2015 gegen Artjom Blaschijewski von Torpedo Nischni Nowgorod eingetauscht wurde.

## Statistik
(Stand: Ende der Saison 2013/14)